# Natori Shunsen
Natori Shunsen (名取春仙), 7 février 1886 - 30 mars 1960, est considéré comme le dernier maître de l'art du kabuki yakusha-e, littéralement « images d'acteurs ». Il est né dans la préfecture de Yamanashi mais sa famille s'installe à Tokyo peu après sa naissance et il demeure dans la capitale jusqu'à sa mort en 1960.

## Biographie
Shunsen s'intéresse aux portraits d'acteurs kabuki tandis qu'il travaille en tant qu'illustrateur pour le journal Asahi Shimbun. À cette époque, il a l'occasion de rencontrer l'éditeur Shozaburo Watanabe qui est la force motrice derrière le mouvement shin hanga.
En 1925, Shunsen et Watanabe travaillent ensemble sur une série de 36 portraits d'acteurs. Cette série contient quelques-uns des plus beaux dessins de kabuki de Shunsen. Watanabe produit luxueusement chaque estampe avec un tirage limité à 150 exemplaires et ne les vend que par souscription. La série dure jusqu'en 1929, suivie d'une série supplémentaire de 15 autres portraits d'acteur publiée jusqu'en 1931.
Les portraits d'acteurs de Shunsen ressortent principalement du genre ōkubi-e (grande tête), format qui lui permet de se concentrer sur les expressions et les émotions du visage du sujet. 
Shunsen continue de travailler en artiste dans le théâtre kabuki mais ne dessine plus aucune tête d'acteur avant le début des années 1950. De 1951 à 1954, il collabore de nouveau avec Watanabe sur une autre série de 30 portraits d'acteur. Comme dans la précédente série, ces dessins sont magnifiquement imprimés et très expressifs, particulièrement les portraits ōkubi-e.

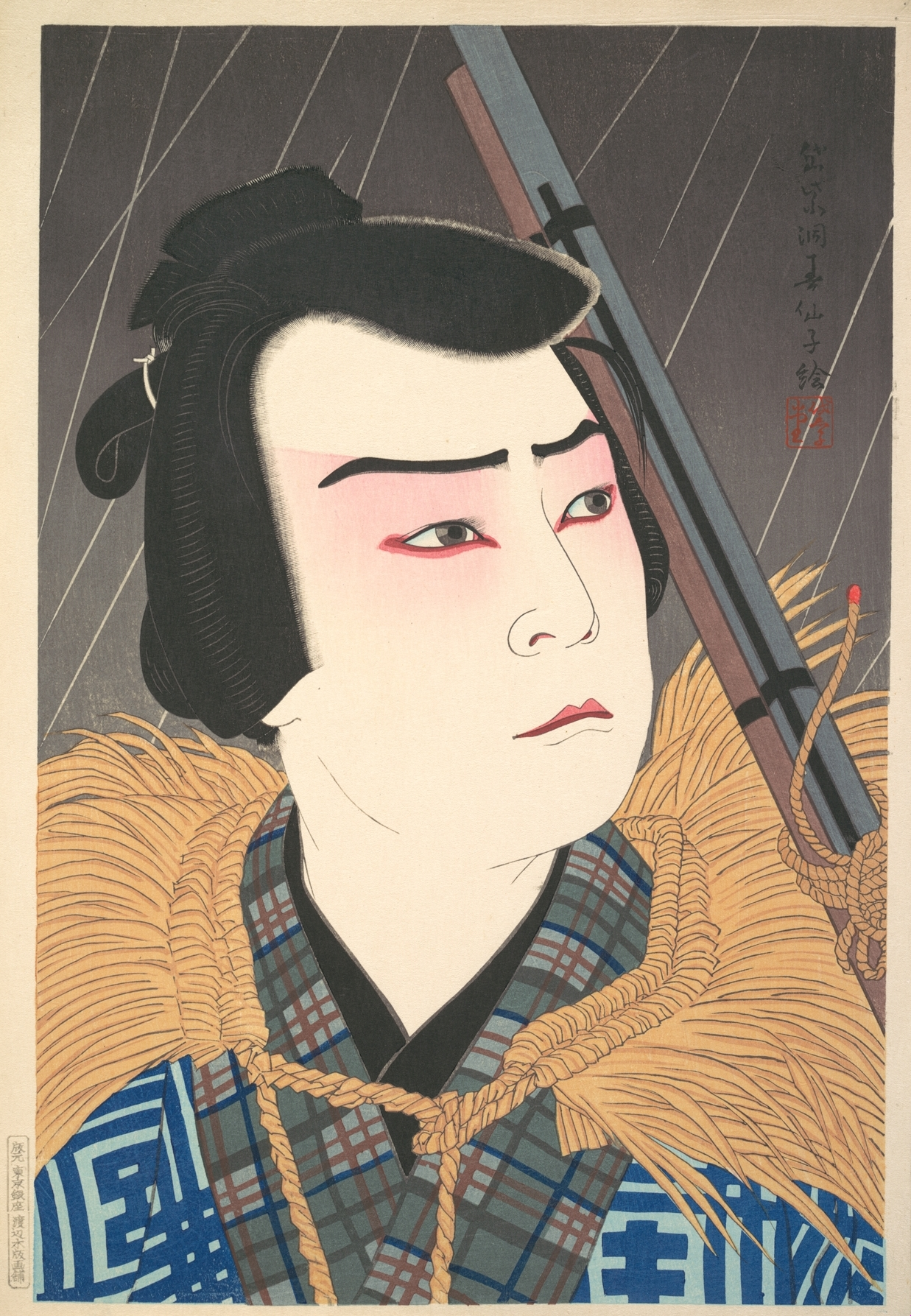
Onoe Kikugorō VI dans le rôle de Hayano Kampei, 1929
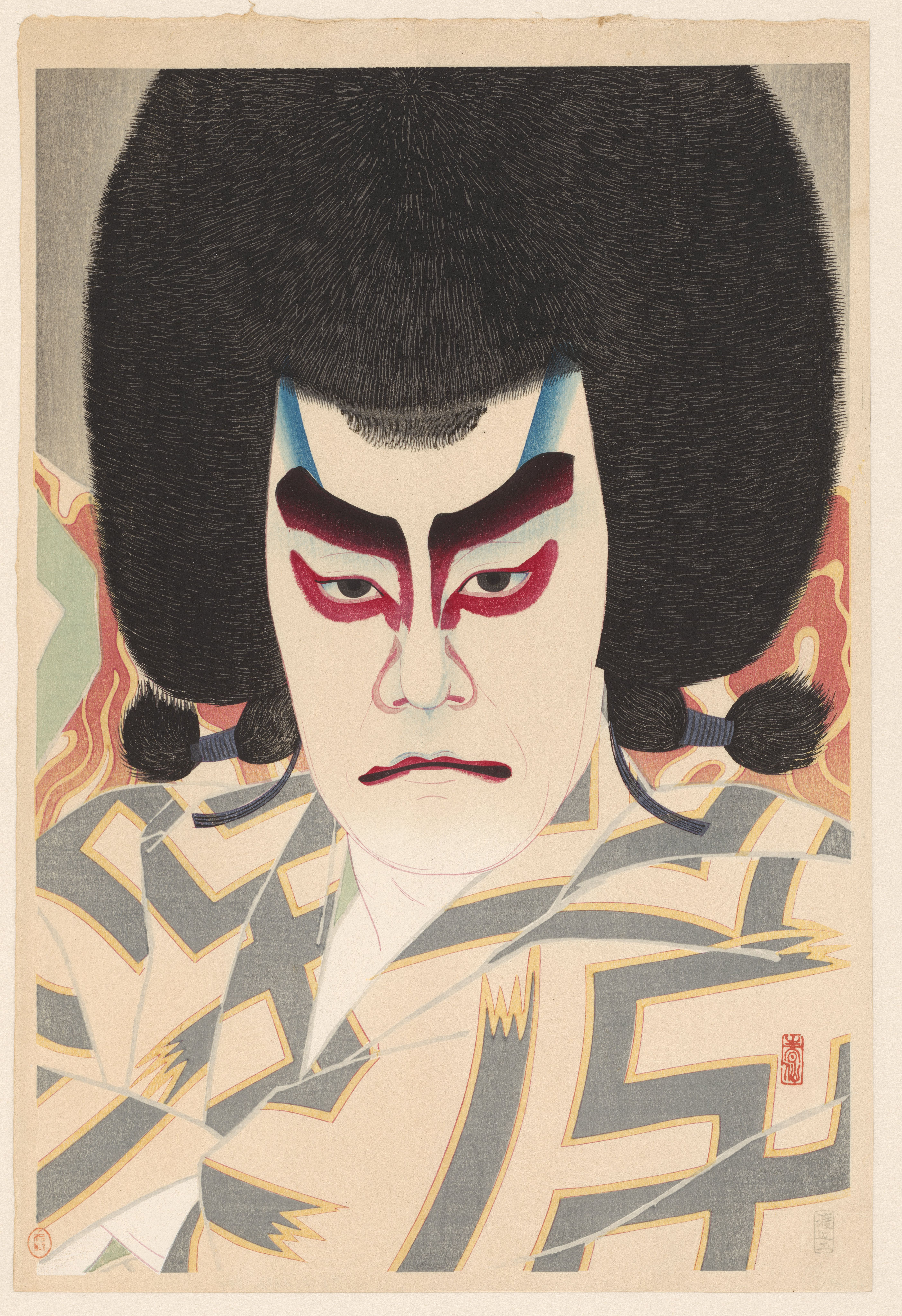
Ichikawa Sadanji II dans le rôle de Narukami, 1926
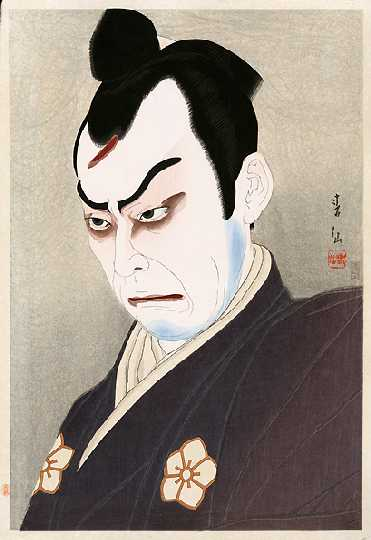
Nakamura Kichiemon I dans le rôle de Akechi Mitsuhide, 1926